# زیر آفتاب شیطان (رمان)
زیر آفتاب شیطان (فرانسوی: Sous le soleil de Satan‎) نخستین رمان ژرژ برنانوس بود که در سال ۱۹۲۶ به چاپ رسید. شخصیت اصلی داستان، پدر دونیسان، کشیشی است که در فرانسه در روستا زندگی می‌کند. برنانوس در این رمان آنچه را یک قدیس واقعی می‌تواند فکر و تجربه کند، می‌کاود. موریس پیالا فیلمی به همین نام را با اقتباس از این رمان با بازی ژرار دوپاردیو کارگردانی کرد که در سال ۱۹۸۷ انتشار یافت.